# Le Dernier des six
Le Dernier des six is een Franse film van Georges Lacombe die werd uitgebracht in 1941. 
Het scenario is gebaseerd op de roman Six hommes morts (1930) van Stanislas-André Steeman.

## Verhaal
Zes vrienden verdelen het aanzienlijke bedrag dat ze bij het spel hebben gewonnen. Ze spreken af hun eigen weg te gaan en elkaar over vijf jaar terug te zien. Gedurende die vijf jaar zullen ze hun aandeel zoveel mogelijk doen opbrengen en zullen ze al het verdiende geld samenvoegen en eerlijk door zes delen.
Wanneer het ogenblik van hun weerzien nadert wordt een eerste vriend vermoord door een onbekende, een tweede vriend verdwijnt in duistere omstandigheden. Commissaris Wens en zijn jonge vriendin Mila Malou hebben de opdracht de moordenaar op te sporen. De vier nog in leven zijnde vrienden zijn aanvankelijk niet geneigd Wens te helpen. Wanneer een derde vriend uit de weg wordt geruimd zijn de overlevenden bereid hun medewerking te verlenen.

## Rolverdeling
| Acteur          | Personage                                          |
| --------------- | -------------------------------------------------- |
| Pierre Fresnay  | commissaris Wenceslas Voroboetchik / Monsieur Wens |
| Suzy Delair     | Mila Malou                                         |
| Michèle Alfa    | Lolita Gernicot                                    |
| André Luguet    | Henri Senterre                                     |
| Jean Tissier    | Henri Tignol                                       |
| Jean Chevrier   | Jean Perlonjour                                    |
| Lucien Nat      | Marcel Gernicot                                    |
| Georges Rollin  | Georges 'Jo' Gribbe                                |
| Raymond Segard  | Namotte                                            |
| Odette Barencey | Pâquerette                                         |
| Robert Vattier  | de administrateur                                  |
| Pierre Labry    | inspecteur Picard                                  |
| Robert Ozanne   | inspecteur Dallandier                              |
| Martine Carol   |                                                    |